# 王樂婷
王樂婷（1992年1月20日—），香港女性YouTuber，曾就讀聖保羅男女中學及港大環球商業系，於2014年11月2日創立YouTube頻道，2018年開始上傳影片，頻道以英語為主分享瑜伽、運動教學影片，涉觸面之廣使頻道不僅吸引香港觀眾，有更多是來自世界不同國家及地區的觀眾，訂閱人數達到700萬，觀看次數將近11億，為香港Youtuber中訂閱人數最多的頻道。

## 經歷
- 王樂婷出生於多倫多，但在香港長大。
- 王樂婷本來是一名OL，於2018年辭職，並投入YouTuber為全職的工作[5]。
- 2019年5月10日，其YouTube頻道突破100萬訂閱。
- 2023年5月8日，其YouTube頻道突破600萬訂閱。
- 2023年5月23日，宣佈與老公Chad分手[6][7][8]，並於同日宣布其曾經是中度抑鬱症患者[6][7]。

## 外部連結
- YouTube上的王樂婷頻道
- 王樂婷的Instagram帳戶
- 王樂婷的Facebook專頁
- 官方網站 （页面存档备份，存于）